# Ajalmar Vieira Mascarenhas
Ajalmar Vieira Mascarenhas (* 13. August 1897 in Anádia, Alagoas; † nach 1962) war ein brasilianischer Offizier und zuletzt Luftmarschall (Marechal-do-ar) der Luftstreitkräfte (Força Aérea Brasileira), der unter anderem zwischen 1948 und 1951 und von 1953 bis 1954 Chef des Stabes der Luftstreitkräfte EMAER (Estado-Maior da Aeronáutica) war. Nachdem er zwischen 1955 und 1956 Kommandant der Obersten Kriegsschule ESG (Escola Superior de Guerra) war, fungierte er von 1956 bis 1957 sowie 1962 noch einmal als Chef des Stabes der Luftstreitkräfte.

## Leben
Ajalmar Vieira Mascarenhas, Sohn von Manuel Cesário Mascarenhas und Lourença Vieira Mascarenhas, absolvierte nach dem Besuch der Colégio Diocesano de Alagoas und des Liceu Alagoano von 1915 bis Dezember 1919 eine militärische Ausbildung an der Escola Militar do Realengo in Rio de Janeiro und später einen Lehrgang an der Militärflugschule (Escola de Aviação Militar). Nachdem er zunächst Offizier der Artillerie war, wurde er im November 1926 zu den Heeresfliegerverbänden (Arma de Aviação do Exército) versetzt. Nach weiteren Verwendungen als Offizier und Stabsoffizier war er zwischen März 1933 und April 1934 erstmals Kommandant der Militärflugschule und wurde in dieser Funktion am 16. Juni 1933 zum Oberstleutnant (Tenente-coronel) befördert. Neben weiteren Dienstposten fungierte er zwischen März 1938 und Juli 1939 erneut als Kommandant der Militärflugschule und wurde am 20. Januar 1941 als Oberstleutnant in die neu gegründeten Luftstreitkräfte (Força Aérea Brasileira) übernommen, wobei die Ernennung auf den 16. Juni 1933 zurückdatiert wurde. Nachdem er am 20. Dezember 1941 zum Oberst der Luftstreitkräfte (Coronel-aviador) befördert worden war, fungierte er von Februar bis Mai 1942 Kommandeur der 4. Luftzone IV ZA (IV Zona Aérea) in Porto Alegre und war daraufhin als Nachfolger von Oberst Heitor Varady zwischen dem 12. Mai 1942 und seiner Ablösung durch Brigadegeneral Gervásio Duncan de Lima Rodrigues am 29. Januar 1945 als Direktor der Personalabteilung der Luftstreitkräfte (Diretor de Pessoal da Aeronáutica). In dieser Zeit wurde er am 20. März 1944 zum Generalmajor (Brigadeiro-do-ar) befördert.
Brigadegeneral Mascarenhas bekleidete von Januar 1945 bis August 1946 als Kommandeur der 2. Luftzone (II ZA) in Recife und war daraufhin zwischen September 1946 und März 1947 stellvertretender Chef des Generalstabes der Streitkräfte für die Luftstreitkräfte EMFA (Estado-Maior das Forças Armadas, Subchefe da Aeronáutica), wobei er im Oktober 1946 auch seine Beförderung zum Generalleutnant (Major-brigadeiro-do-ar) erhielt. Er fungierte von März 1947 bis Januar 1948 als Generalinspekteur der Luftstreitkräfte (Chefe da Inspetoria do Estado-Maior da Aeronáutica) und wurde am 28. Januar 1948 Nachfolger von Brigadegeneral Ivo Borges erneut Direktor der Personalabteilung der Luftstreitkräfte. Dieses Amt behielt er bis zum 13. September 1948 und wurde daraufhin von Brigadegeneral Américo Leal abgelöst. Im September 1948 löste er wiederum Generalmajor Gervásio Duncan de Lima Rodrigues als Chef des Stabes der Luftstreitkräfte EMAER (Estado-Maior da Aeronáutica) ab und übte diesen bis Januar 1951 aus, woraufhin Generalmajor Vasco Alves Sêco seine Nachfolge antrat. Im Januar 1953 übernahm er wiederum von Generalmajor Sêco den Posten als Chef des Stabes der Luftstreitkräfte und behielt diesen bis zu seiner Ablösung durch Brigadegeneral Ivan Carpenter Ferreira im August 1954. Danach war er von 1955 bis Dezember 1955 Vorsitzender des Gemeinsamen Brasilianisch-US-amerikanischen Verteidigungsausschusses (Joint Brazilian-United States Defence Committee / Comissão Militar Mista Brasil-Estados Unidos). Danach löste er am 14. Dezember 1955 Admiral (Almirante-de-esquadra) Ernesto de Araújo als Kommandant der Obersten Kriegsschule ESG (Escola Superior de Guerra) ab und verblieb in dieser Funktion bis zum 5. April 1956, woraufhin wieder Marschall Vasco Alves Sêco seine Nachfolge antrat.
Generalleutnant Ajalmar Vieira Mascarenhas selbst übernahm von General Armando Araribóia im April 1956 abermals das Amt als Chef des Stabes der Luftstreitkräfte und hatte dieses bis Februar 1957 inne. Im Anschluss bekleidete er zwischen dem 11. Februar 1957 und dem 21. Februar 1959 das Amt als Luftwaffenattaché an der Botschaft in den USA und wurde in dieser Verwendung im Dezember 1959 zum General (Tenente-Brigadeiro-do-Ar) befördert. Im Juli 1962 wurde er als Nachfolger von General Armando Araribóia zum vierten Mal Chef des Stabes der Luftstreitkräfte und behielt diese Funktion bis Dezember 1962, woraufhin General Francisco de Assis Correia de Melo dieses Amt übernahm. Mit seinem Ausscheiden aus dem aktiven Militärdienst und seinem Eintritt in den Ruhestand im Dezember 1962 wurde ihm der Dienstgrad eines Luftmarschalls (Marechal-do-ar) verliehen.